# Mihaela Ciobanu
Mihaela Ciobanu (født 30. januar 1973 i Bukarest) er en rumænsk-spansk tidligere håndboldspiller, der spillede som målvogter for flere spanske klubhold samt Spaniens kvindehåndboldlandshold og tidligere Rumæniens kvindehåndboldlandshold.
Ciobanu var med til at vinde bronzemedaljer ved EM i 2008, VM i 2011 og OL 2012, alle for Spanien. I sidstnævnte turnering blev Spanien nummer tre i indledende pulje og vandt derpå i kvartfinalen over Kroatien, men tabte derpå i semifinalen til Montenegro, der senere fik sølv efter at have tabt til Norge i finalen, mens spanierne besejrede Sydkorea i kampen om tredjepladsen.